# Menyhárt G. János
Menyhárt G. János (névvariánsok: Menyhárt János, Menyhárd János; angolul: John Menyhárt) (Arad, Magyar Királyság, 1829 – New York, N. Y., USA, 1906. december 25.) magyar honvédhadnagy, kapitány az amerikai polgárháborúban, polgári foglalkozása fényképész.

## Életútja
Az 1848–49-es forradalom és szabadságharcban hadnagyi beosztásban teljesített szolgálatot. Feltehetően 1851-ben Anglia felől Zágonyi Károllyal és mintegy 40 társával a „Devonshire” nevű hajón érkezett az Amerikai Egyesült Államokba.
New Yorkban telepedett meg, tagja lett a magyar emigránsok dalárdájának, részt vett a New York-i magyar életben, az egykori New York-i magyar egylet gyűlésein, de nevezetes volt arról is, hogy a többi magyar emigránssal ellentétben, akik egyre inkább kultikus alakként tisztelték Kossuth Lajos volt kormányzót, Menyhárt véleménye ellentétes volt, nem értett egyet Kossuth politikájával, gyakran ellene izgatott, például éppen 1851 végén is, amikor Kossuth amerikai látogatása volt küszöbön.
Az amerikai polgárháború kezdetén, 1861 szeptember 9-én önként jelentkezett a 45. New York-i gyalogezredbe, amelyben kapitányi rangban teljesített szolgálatot. Tüdőbetegsége miatt azonban 1862 június 14-én kénytelen volt leszerelni.
A polgárháború után fényképezéssel foglalkozott, Brooklynban telepedett le, megnősült, két fia és három lánya született. Haláláig magyar újságokat olvasott és érdeklődött minden magyar ügy iránt. 1892-ben folyamodott polgárháborús veterán járadékáért. 1906-ban hunyt el New Yorkban. Gyermekei teljesen elamerikaiasodtak.